# Joseph Serlin
Joseph Serlin, né le 11 octobre 1868 à Crachier (Isère) et mort le 7 janvier 1944 à Dommartin (Rhône), est un homme politique français. 

## Biographie
Entré sur concours à la mairie de Lyon, Joseph Serlin gravit tous les échelons de la hiérarchie municipale jusqu’aux fonctions de secrétaire général, qu’il atteint en 1909. Pendant la Première Guerre mondiale, il assure dans des conditions délicates le ravitaillement de la population lyonnaise. 
En 1932, il prend sa retraite de secrétaire général de la mairie et devient sénateur à la suite des élections sénatoriales de 1932 dans l’Isère, où il recueille 668 voix sur 1 230 suffrages exprimés. Auparavant il avait été conseiller général et maire de Crachier, mais ses fonctions lui interdisaient de pouvoir cumuler un autre mandat.
Au Sénat, il fait partie du groupe de la Gauche démocratique et devient membre de la commission de l'administration générale, départementale et communale (1933-1940), et aussi à celle des douanes (1937-1941).
Il décide de voter favorablement l'attribution des pleins pouvoirs constituants au maréchal Pétain le mercredi 10 juillet 1940 lors du congrès de Vichy.
Durant la guerre, il rejoint néanmoins la Résistance et il fournit des centaines des cartes d’alimentation aux jeunes gens requis par le Service du travail obligatoire. Le 7 janvier 1944 (durant l’occupation allemande), son corps est retrouvé au lieu-dit « La Chicotière » près de Dommartin, à proximité du viaduc du chemin de fer. Il avait été abattu de plusieurs balles dans la nuque, et sur son pardessus est épinglée une feuille de papier portant l’inscription « MNAT ». Il semblerait donc qu'à l’origine de cet assassinat il y ait eu le Mouvement national antiterroriste, créé en 1943 pour lutter contre la Résistance en tuant les notables qui avaient un rapport plus ou moins étroit avec la Résistance. Son enterrement dans sa commune du Crachier fut suivi par une foule recueillie.

## Hommages
Lors de sa séance du 16 juin 1945, le conseil municipal de Dommartin délibère pour l’érection d’un monument à la mémoire de Joseph Serlin :

« Le conseil municipal désireux de perpétuer le souvenir de Joseph Serlin, sénateur de l’Isère, lâchement assassiné le 7 janvier 1944 sur le territoire de la commune, décide d’ériger une stèle funéraire sur le lieu du crime. À cet effet, décide de constituer un comité placé sous la présidence de Monsieur Édouard Herriot, Maire de Lyon, comprenant Monsieur Schneiderlin, maire, deux membres du Conseil, MM. Vernay, adjoint, Tisseur et différentes personnalités de la commune, sous réserve d’acceptation de Monsieur le Préfet du Rhône. Ledit Comité ouvrira une souscription publique dans la commune et les communes voisines à seule fin de couvrir les frais d’érection de ce monument. Le Comité se charge de toutes les démarches afférentes à ce projet, de l’examen de devis et de maquettes, de traiter de gré à gré avec le fournisseur présentant les meilleures conditions après autorisation du Conseil Municipal qui devra être informé de toutes les démarches entreprises. »

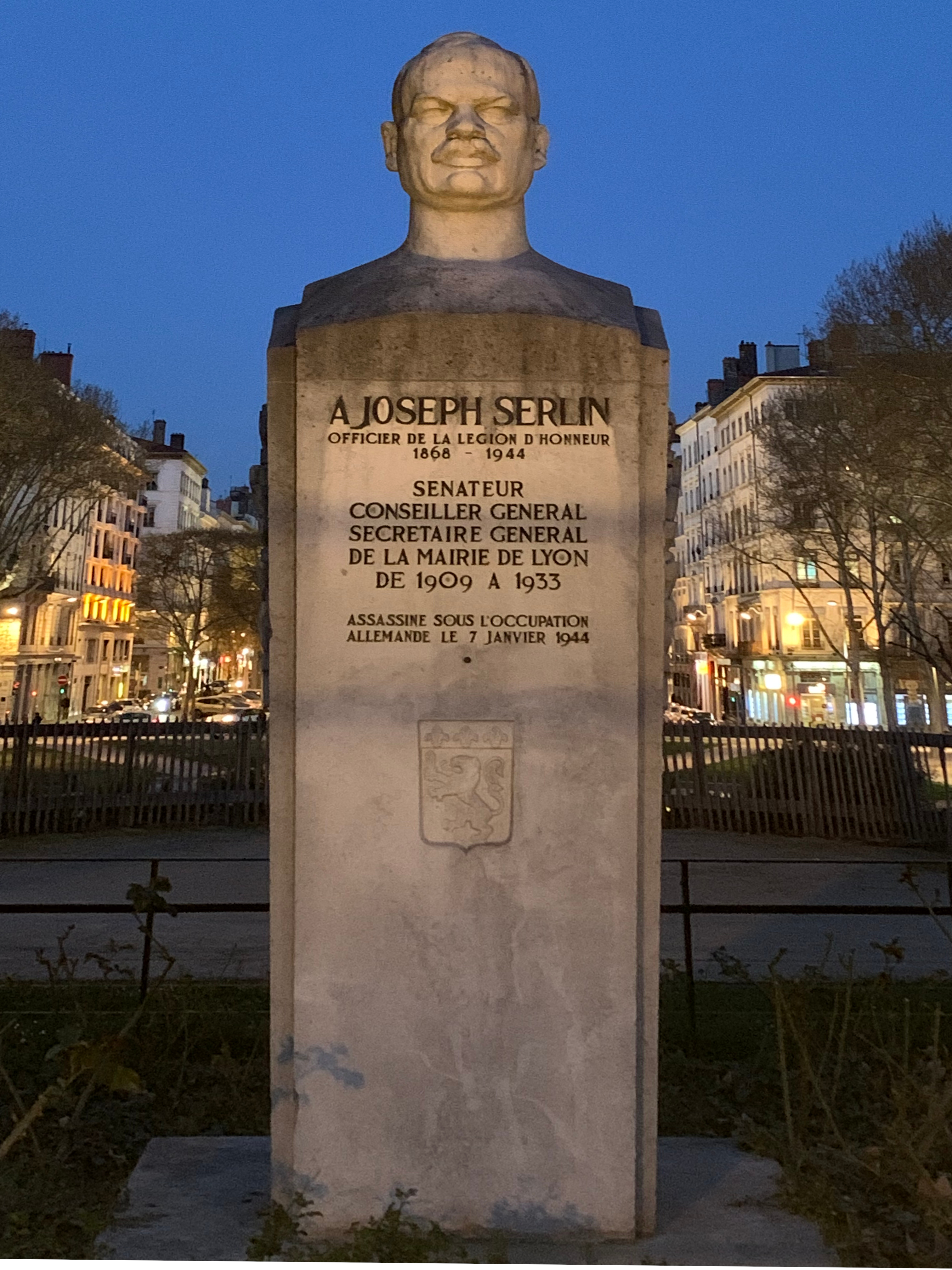
Monument à la mémoire de Joseph Serlin, place Maréchal-Lyautey à Lyon.

À l'élévation de son buste en 1946, l'émotion fut très forte et le maire Édouard Herriot touchera ces quelques mots pour saluer sa mémoire : 

« Pour lui, rien n’était impossible. C’était son sport de lutter avec la difficulté et de l’abattre »

Il existe une rue Joseph-Serlin à Lyon ,, le monument érigé à la Chicotière, un buste érigé en Place du Maréchal-Lyautey, et une place à La Verpillière (38).

## Détail des fonctions et des mandats
Mandats locaux
- Maire de Crachier
- Conseiller général

Mandat parlementaire
- 10 janvier 1933 - 31 décembre 1941 : Sénateur de l'Isère